# Agata Załęcka
Agata Załęcka (ur. 7 sierpnia 1982 w Warszawie) – polska aktorka i freediverka.

## Życiorys
W latach 1999–2003 występowała w musicalu Metro w Teatrze Buffo w Warszawie. W 2003 wystąpiła w Teatrze Muzycznym „Roma”.
W 2008 ukończyła Warszawską Szkołę Filmową, zdała państwowy egzamin eksternistyczny z dyplomem „Aktor dramatu”. W tym samym roku za występ w filmie Szafy otrzymała nagrodę jury młodzieżowego na Międzynarodowym Festiwalu Filmowym „Dozwolone do 21” w Tarnowie.

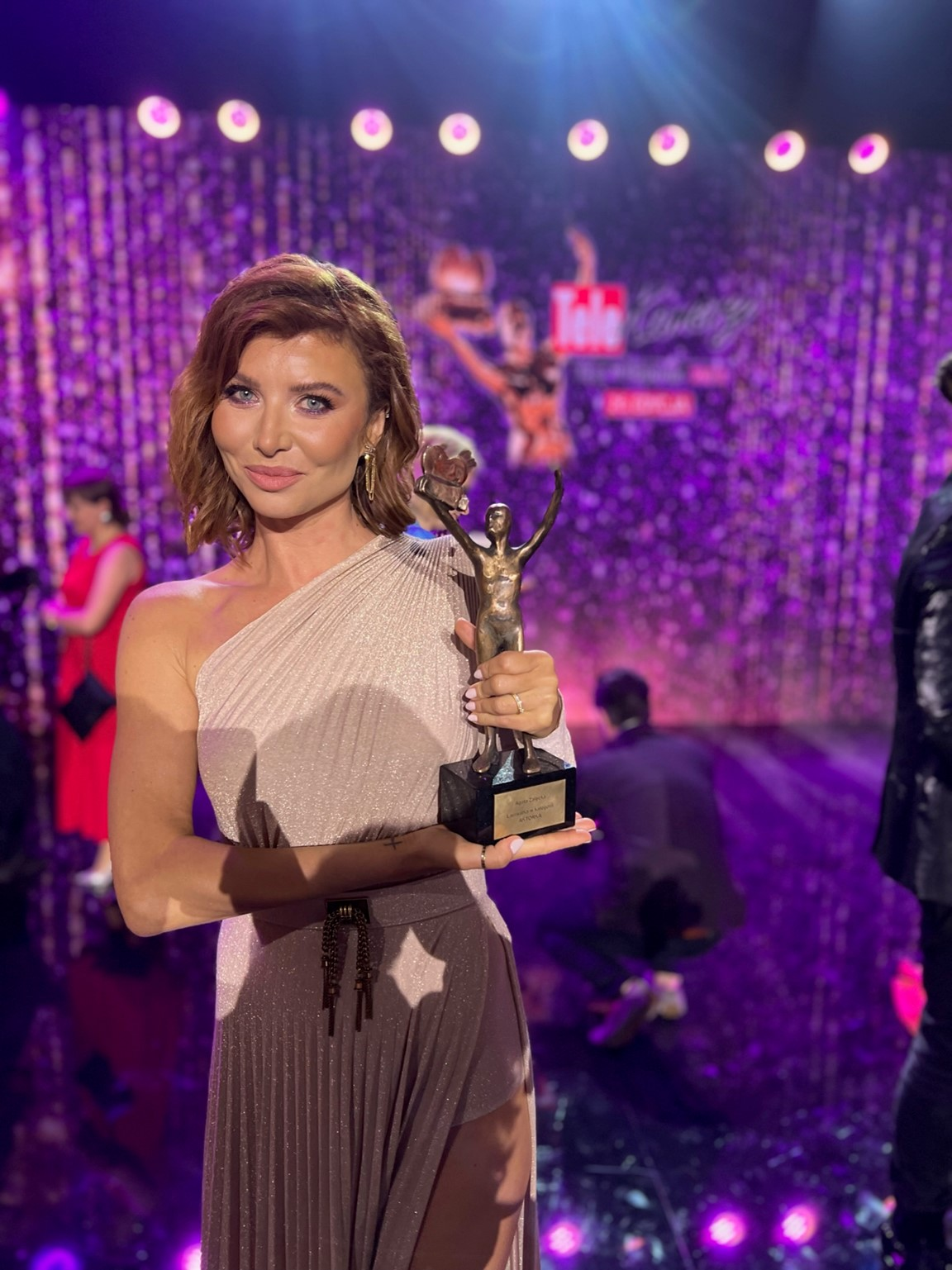
Załęcka z Telekamerą (2023)

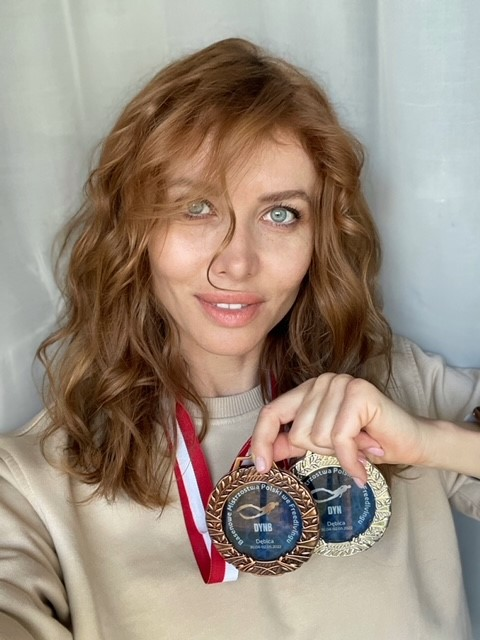
Załęcka (2022)

W latach 2011–2012 występowała w Kabarecie Moralnego Niepokoju. 
W czerwcu 2012 wzięła udział w okładkowej sesji zdjęciowej do magazynu „Playboy”.
W latach 2022–2024 była członkinią polskiej kadry we freedivingu. Reprezentowała Polskę na Mistrzostwach Świata Federacji AIDA we freedivingu. Jest ośmiokrotną rekordzistką Polski we freedivingu głębokościowym. W maju 2025 roku ustanowiła rekord Polski w Constant Weight Bi-fins (CWTB), osiągając głębokość 83 metrów, jednocześnie wyznaczając swój osobisty rekord w Constant Weight (CWT) na 88 metrów, a bez płetw zanurkowała na rekordowe w Polsce 57 metrów w Constant Weight No-fins (CNF) oraz 75 metrów w Free Immersion (FIM), co jest jej najlepszym wynikiem osobistym w tej dyscyplinie.
W 2025 roku jej życiowy rekord na jednym wstrzymanym oddechu wynosi -91 m. W 2025 roku zajmuje też dziewiąte miejsce na świecie w nurkowaniu swobodnym w płetwach. W 2025 zajmuje 1 miejsce w Polsce w rankingu agregującym dane z zawodów federacji CMAS i AIDA. 

## Nagrody i wyróżnienia

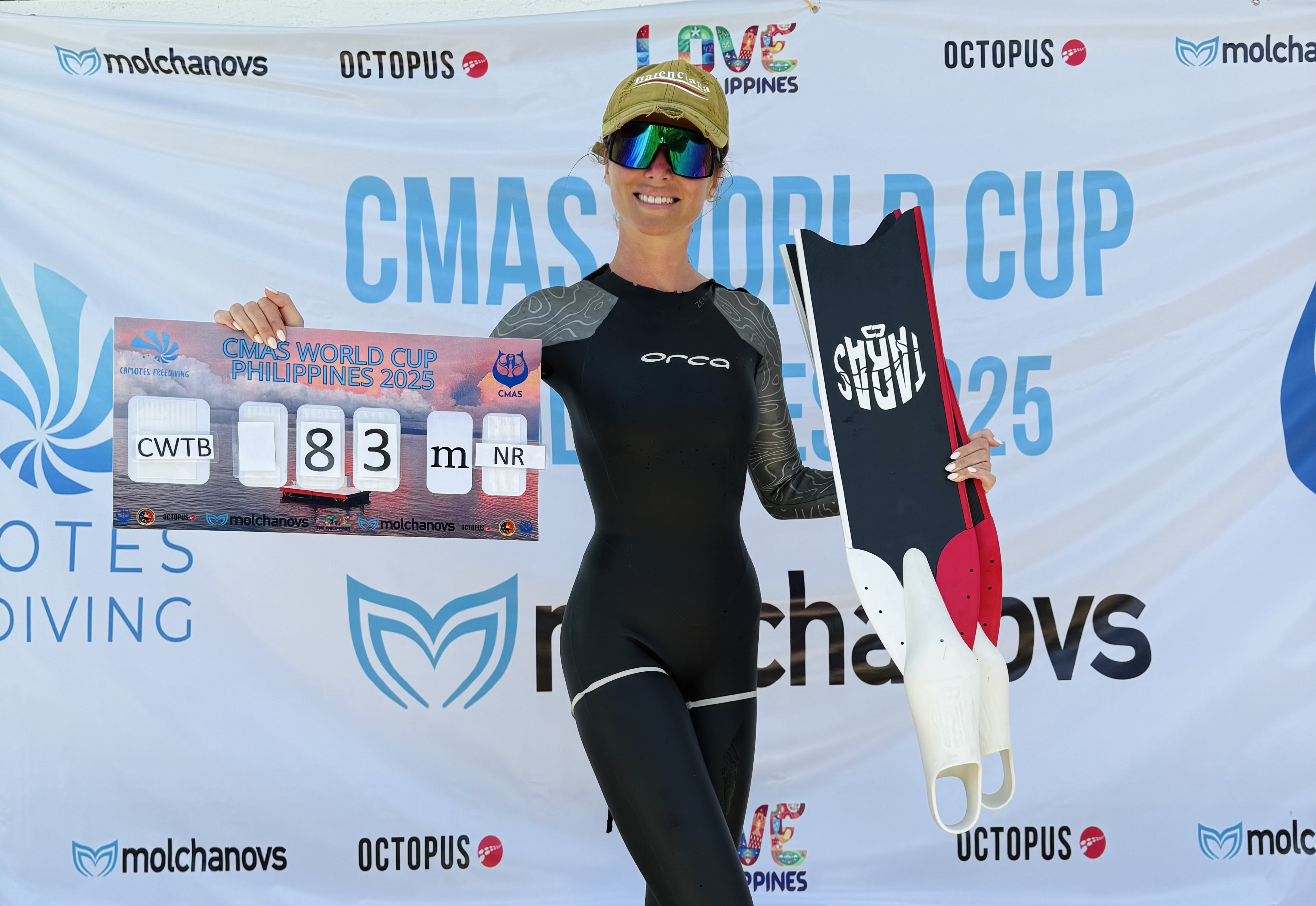
Potwierdzenie ustanowienia przez Agatę Załęcką rekordu Polski w 2025 roku w konkurencji Constant Weight With Bi-Fins (CWTB), głębokość -83 metrów

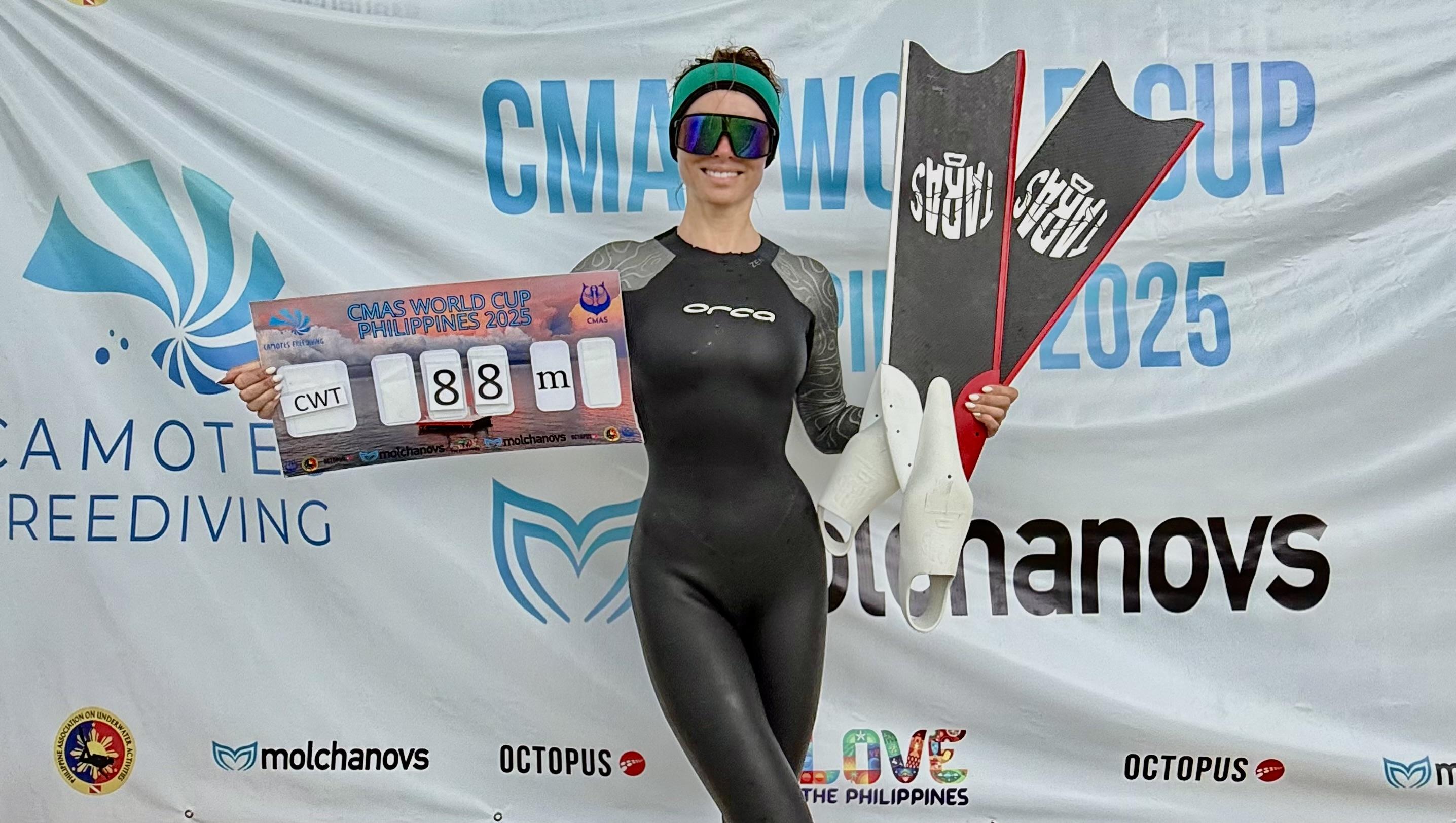
Ustanowienie osobistego rekordu w konkurencji Constant Weight (CWT), głębokość -88 metrów.

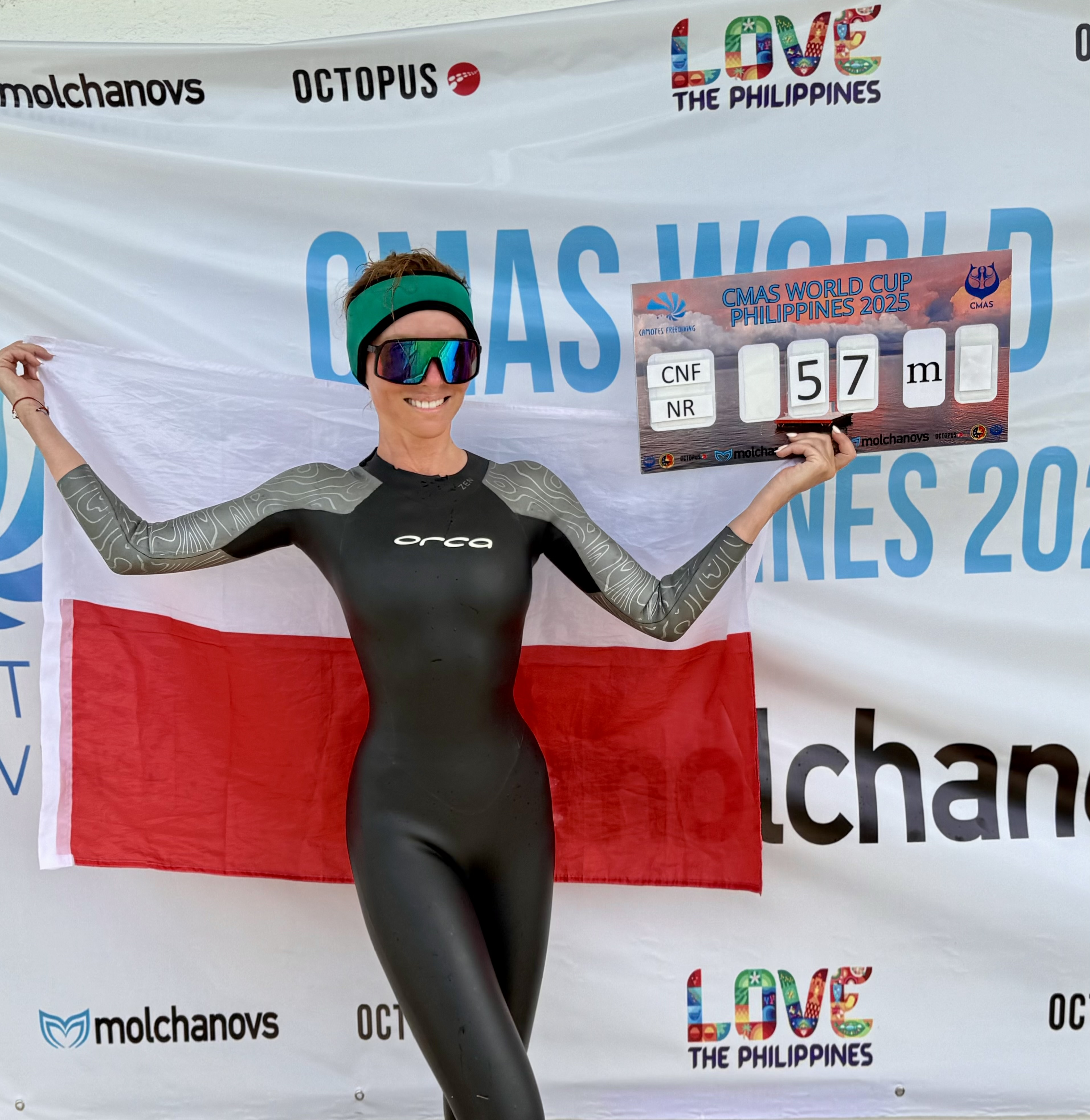
potwierdzenie osiągnięcia przez Agatę Załęcką - 57m w konkurencji Constant Weight Without Fins (CNF) w 2025 roku

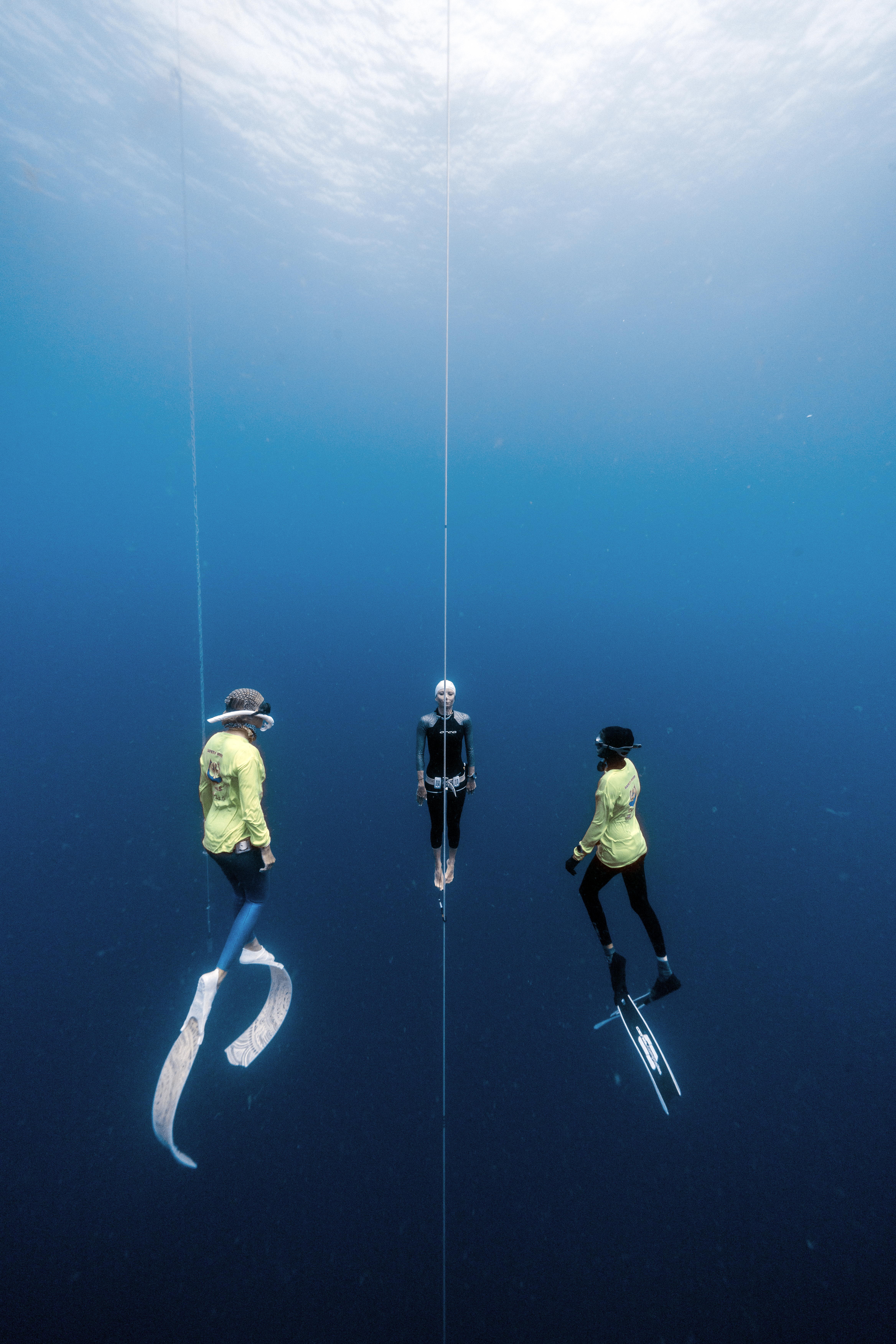
Puchar Świata CMAS, Wyspy Camotes, Filipiny; stały balast bez płetw (CNF); Agata Załęcka 2025

W 2023 otrzymała Telekamerę Teletygodnia dla najlepszej aktorki. 
Osobowość Roku 2024 - Jubileuszowa Gala "Osobowości i Sukcesy." 

W dniach 18-24 maja 2025 roku  odniosła swoje pierwsze w karierze zwycięstwo w klasyfikacji generalnej pojedynczych zawodów Pucharu Świata we freedivingu głębokościowym  w Pucharze Świata CMAS.

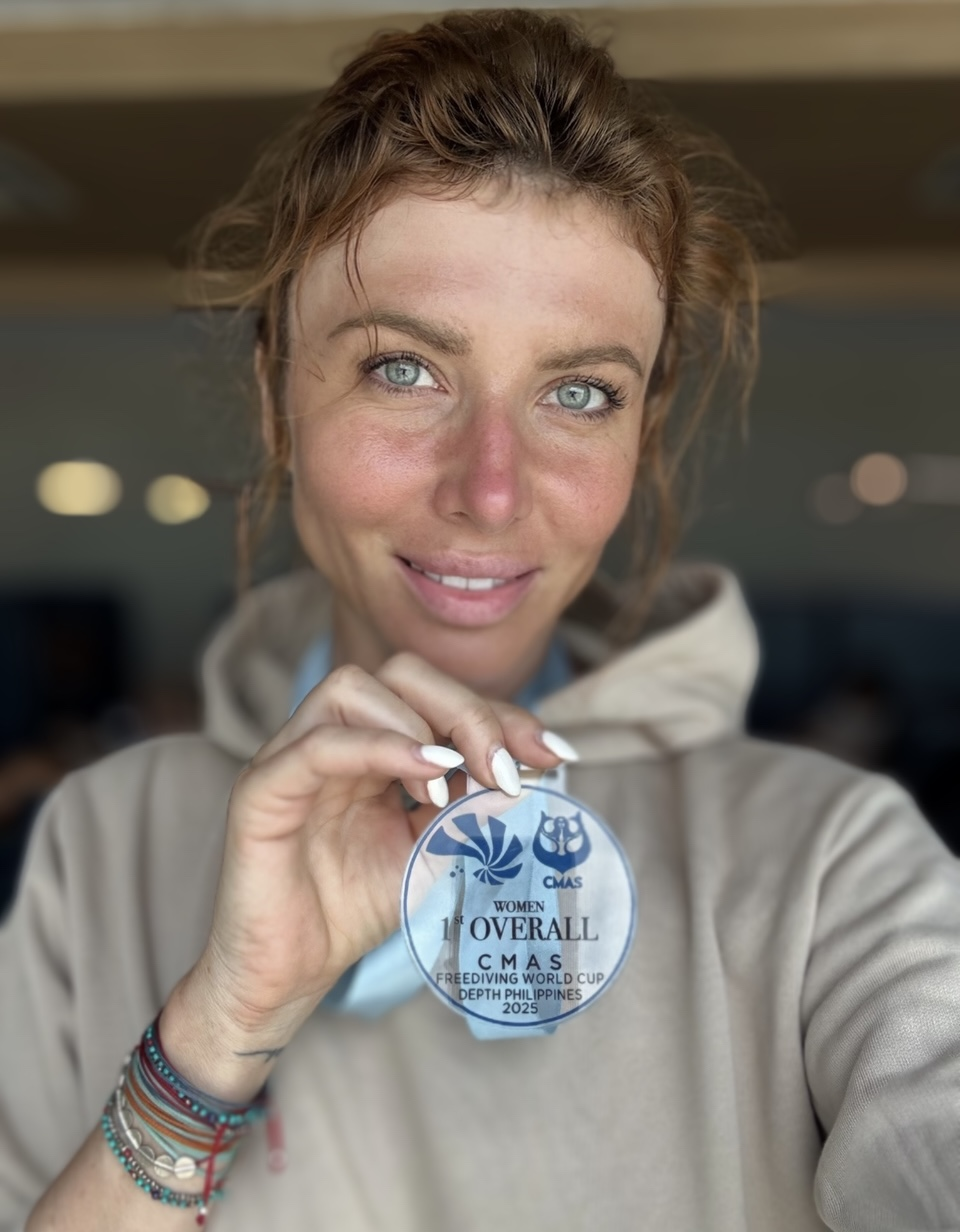
Agata Załęcka wygrywa Puchar Świata CMAS na Filipinach

## Życie prywatne
W sierpniu 2020 wyszła za Jakuba Kwiatkowskiego, rzecznika Polskiego Związku Piłki Nożnej.

## Filmografia
| Rok       | Tytuł                              | Rola | Uwagi                                 |
| --------- | ---------------------------------- | --- | ------------------------------------- |
| 2025      | Zaraz wracam                       | |                                       |
| 2025      | Wojna zastępcza                    | |                                       |
| 2025      | Edukacja XD                        | lekarka                                                                                                 | odc. 2; Ekipa                         |
| 2025      | Krew z krwi                        | prokuratorka w Prokuraturze Krajowej                                                                    | odc. 2                                |
| od 2022   | Dzielnica strachu                  | komisarz Agata Rychlik                                                                                  |                                       |
| 2022      | Wygrać marzenia                    | Malwina                                                                                                 |                                       |
| 2022      | Papiery na szczęście               | Elwira Witos, matka Sylwii                                                                              | odc. 178                              |
| 2022      | Pewnego razu na krajowej jedynce   | Paulina                                                                                                 | odc. 2                                |
| 2021–2022 | Leśniczówka                        | Paulina Szostak                                                                                         |                                       |
| 2021      | Usta usta                          | koleżanka Agaty                                                                                         | odc. 44                               |
| 2021      | Dzielnica strachu                  | śledcza Agata Rychlik                                                                                   |                                       |
| 2021      | Klan                               | Kaja |                                       |
| 2021      | Kowalscy kontra Kowalscy           | Daria                                                                                                   | odc. 42                               |
| 2020–2021 | Zakochani po uszy                  | Elwira Witos, matka Sylwii                                                                              |                                       |
| 2019      | Ślad                               | Eliza Lebień, córka Marka Wolskiego i żona Pawła Lebienia, kochanka Emila Milewskiego, matka Mikołaja   | odc. 36                               |
| 2019      | Barwy szczęścia                    | Ariadna                                                                                                 | odc. 1992                             |
| 2019      | Komisarz Alex                      | Viola Gawrońska                                                                                         | odc. 162 pt. Córeczka                 |
| 2019      | Motyw                              | obsada aktorska                                                                                         | odc. 2                                |
| 2017–2019 | Na Wspólnej                        | Marcelina Gwiazda                                                                                       |                                       |
| 2018      | Botoks                             | agentka nieruchomości                                                                                   | odc. 3                                |
| 2017      | Botoks                             | agentka nieruchomości                                                                                   |                                       |
| 2017      | Miasto skarbów                     | Kamila, kelnerka u Kamińskiego                                                                          |                                       |
| 2017      | Druga szansa                       | sprzedawczyni                                                                                           | odc. 9 (pt. Pomóż mi)                 |
| 2017      | Na dobre i na złe                  | Eliza                                                                                                   | odc. 680 (pt. Jestem, jaki jestem)    |
| 2017      | Ojciec Mateusz                     | Marzena, dziewczyna Wierzbickiego                                                                       | odc. 215 (pt. Gwiazdor)               |
| 2015–2017 | Na sygnale                         | ratownik Renata Nowakowska                                                                              |                                       |
| 2016      | Ojciec Mateusz                     | Diana                                                                                                   | odc. 192 (pt. Matczyne serce)         |
| 2016      | Ranczo                             | dziennikarka                                                                                            | odc. 120                              |
| 2016      | Świt                               | kobieta                                                                                                 |                                       |
| 2015      | Słaba płeć?                        | pani z pieskiem                                                                                         |                                       |
| 2015      | Prawo Agaty                        | żona Zawiskiego                                                                                         | odc. 92, 93                           |
| 2014      | Służby specjalne                   | lekarka w Rydze                                                                                         |                                       |
| 2014      | Baron24                            | | odc. 9, 26                            |
| 2014      | Komisarz Alex                      | Edyta Dąbrowa                                                                                           | odc. 72 (pt. Mężczyzna, który patrzy) |
| 2013      | Klan                               | Maja Nowak-Larson, przedstawicielka norweskiego kontrahenta Mazowieckich Siłowni Wiatrowych w Warszawie |                                       |
| 2012      | Galeria                            | Pola | odc. 104, nie występuje w napisach    |
| 2011–2012 | Julia                              | żona Piotra Karwańskiego                                                                                | odc. 28, 152                          |
| 2011      | Układ warszawski                   | tancerka Karolina                                                                                       | odc. 6                                |
| 2011      | Na dobre i na złe                  | Natalia, doktorantka Konrada                                                                            | odc. 435 (pt. Klątwa Faraona)         |
| 2011      | Daleko od noszy 2                  | pielęgniarka Ewa                                                                                        |                                       |
| 2011      | Daleko od noszy. Szpital futpolowy | pielęgniarka Ewa                                                                                        |                                       |
| 2010–2011 | Szpilki na Giewoncie               | Mariola, sekretarka Marka                                                                               | odc. 1, 14, 15, 18, 19, 22            |
| 2010      | Usta usta                          | barmanka Jola                                                                                           | odc. 4                                |
| 2010      | Ojciec Mateusz                     | Ewa, współpracowniczka Galicy                                                                           | odc. 53 (pt. Samotne serca)           |
| 2010      | Hotel 52                           | uczestniczka aukcji                                                                                     | odc. 5                                |
| 2010      | M jak miłość                       | Horsznowska, panna młoda                                                                                | odc. 789, 791                         |
| 2009      | Przeznaczenie                      | Renata, kochanka Maksa                                                                                  | odc. 8 (pt. Dom)                      |
| 2009      | Randka w ciemno                    | właścicielka pieska                                                                                     |                                       |
| 2009      | Rewers                             | koleżanka z wydawnictwa                                                                                 |                                       |
| 2009      | Synowie                            | Iga |                                       |
| 2008      | BrzydUla                           | dziewczyna w klubie                                                                                     | odc. 8                                |
| 2008      | Daleko od noszy                    | pielęgniarka                                                                                            |                                       |
| 2008      | Wydział zabójstw                   | Marzena Wiśniewska                                                                                      | odc. 30 (pt. Kanalie)                 |
| 2008      | Teraz albo nigdy!                  | dziewczyna                                                                                              | odc. 1                                |
| 2007      | Na Wspólnej                        | Milena                                                                                                  | odc. 907, 912, 914, 919               |
| 2007      | Tylko miłość                       | Anna, dziennikarka, którą Zdzisław Bogusz poznał w night-clubie                                         |                                       |
| 2007      | Ekipa                              | dziennikarka                                                                                            | odc. 2, nie występuje w napisach      |
| 2006      | Kryminalni                         | Sabina Antonisz                                                                                         | odc. 48                               |
| 2001      | Blok.pl                            | |                                       |

### Głosy
- 2008: Balladyna (Fane Dunnaway)

## Teatr
| Rok       | Tytuł                                 | Rola                                        | Reżyseria             | Teatr              |
| --------- | ------------------------------------- | ------------------------------------------- | --------------------- | ------------------ |
| 2023      | Miłość nie z tej Ziemi                | Adira                                       | Dariusz Taraszkiewicz |                    |
| 2023      | Pomoc Domowa                          | Maja                                        | Rafał Sisicki         |                    |
| 2023      | Margerita                             | Renata                                      | Sylwester Biraga      | Teatr Druga Strefa |
| 2022      | Czarno to widzę                       | Teresa                                      | Ewa Kasprzyk          |                    |
| 2022      | Babski Przekręt                       | Anna                                        | Dariusz Taraszkiewicz |                    |
| 2022      | Dwie Pary do Pary                     | Teresa                                      | Olaf Lubaszenko       | Teatr Kamienica    |
| 2021      | Wyspiański dziś                       | Konrad Joanna Grudzińska Nike spod Cheronei | Andrzej Seweryn       |                    |
| 2018      | Andropauza.3                          | Kasia Pani Ministra                         | Piotr Dąbrowski       | Teatr Palladium    |
| 2017      | Spa, czyli Salon Ponętnych Alternatyw | Paulina                                     | Emilian Kamiński      | Teatr Kamienica    |
| 2014-2016 | Jak na wulkanie                       | Lisa Lamont                                 | Tomasz Dutkiewicz     | Teatr Komedia      |
| 2012–2017 | Andropauza 2                          | Kasia                                       | Maciej Damięcki       |                    |
| 2012      | Słuchowisko                           | obsada aktorska                             | Tadeusz Kijański      |                    |
| 2009      | Botox                                 | obsada aktorska                             |                       | Teatr Kamienica    |
| 2009      | Cisi i Gęgacze                        | obsada aktorska                             | Ryszard Bugajski      | Teatr TV           |
| 2008      | Prezent dla Edwarda G                 | Krystyna                                    | Janusz Dymek          | Teatr TV           |
| 2008      | Bal u Salomona                        | Natalia                                     |                       | Teatr Kamienica    |
| 1999–2003 | Metro                                 | Ewa                                         | Janusz Józefowicz     | Studio Buffo       |

## Osiągnięcia sportowe
| Data                    | Wynik                                                  | Osiągnięcie | Miejsce                                                      |
| ----------------------- | ------------------------------------------------------ | --- | ------------------------------------------------------------ |
| 18-24.05.2025           | 88 m                                                   | CWT (Constant Weight with fins); nurkowanie ze stałym obciążeniem w płetwach                                     | Głębokościowe Zawody Pucharu Świata Wyspy Camotes, Filipiny  |
| 18-24.05.2025           | 75 m                                                   | Rekord Życiowy; FIM (Free immersion Apnea)/ nurkowanie na bezdechu bez płetw                                     | Głębokościowe Zawody Pucharu Świata Wyspy Camotes, Filipiny  |
| 18-24.05.2025           | 57 m                                                   | Rekord Polski; CNF (Constant Weight Apnea Without Fins)                                                          | Głębokościowe Zawody Pucharu Świata Wyspy Camotes, Filipiny  |
| 18-24.05.2025           | 83 m                                                   | Rekord Polski;CWTB (Constant Weight Apnea with Bifins)/ stały balast w płetwach podwójnych                       | Głębokościowe Zawody Pucharu Świata Wyspy Camotes, Filipiny  |
| 18-24.05.2025           | Puchar Świata CMAS; wygrane zawody pucharu świata      | | Głębokościowe Zawody Pucharu Świata Wyspy Camotes, Filipiny  |
| 14.11.2024              | 90 m                                                   | Rekord życiowy na jednym wdechu w płetwach CWTB (Constant Weight Apnea with Bifins)                              | Blue Hole w Dahab, Synaj Południowy, Egipt ·                 |
| 06.07.2024 - 09.07.2024 | 205,5 m                                                | Rekord życiowy na jednym wdechu                                                                                  | Basenowe Mistrzostwa Świata we Freedivingu w Belgrad, Serbia |
| 14 maja 2024            | 55 m                                                   | Rekord narodowy w federacji AIDA w nurkowaniu głębokościowym, CNF,(Constant Weight Apnea Without Fins)           | IDA (Double K International Diving Academy) w Mactan         |
| 14 maja 2024            | 54 m                                                   | Rekord narodowy AIDA, CNF (Constant Weight Apnea Without Fins)                                                   | IDA (Double K International Diving Academy) w Mactan         |
| 4 maja 2024             |                                                        | Trzecie miejsce w ogólnej klasyfikacji zawodów Pucharu Świata CMAS                                               | CMAS Freediving World Cup Indoor w Łódź, Polska              |
| 4 maja 2024             | Brązowy medal zawodów Pucharu Świata w konkurencji DNF | | CMAS Freediving World Cup Indoor w Łódź, Polska              |
| 4 maja 2024             | Brązowy medal mistrzostw Polski w konkurencji DNF      | | CMAS Freediving World Cup Indoor w Łódź, Polska              |
| 4 maja 2024             | Brązowy medal mistrzostw Polski w konkurencji DYN      | | CMAS Freediving World Cup Indoor w Łódź, Polska              |
| 2023                    | 73 m                                                   | Rekord Polski głębokości w płetwach                                                                              | Caribbean Cup w Hondurasie                                   |
| 2023                    | 71 m                                                   | Rekord Polski głębokości w płetwach                                                                              | Caribbean Cup w Hondurasie                                   |
| 2023                    | 131,2 m                                                | Brązowy medal Mistrzostw Polski w DNF (Dynamic Apnea Without Fins); (CMAS)                                       | Dębica                                                       |
| 2023                    | 183 m                                                  | Brązowy medal Mistrzostw Polski w DYNB (Dynamic Apnea With Bifins); (CMAS)                                       | Dębica                                                       |
| sierpień 2022           | 62 m                                                   | Wyrównany Rekord Polski; CWTB (Constant Weight Apnea with Bifins) podczas Głębokościowych Mistrzostw Świata AIDA | Roatán                                                       |
| sierpień 2022           | 50 m                                                   | Rekord Polski; CNF(Constant Weight Apnea Without Fins) podczas Głębokościowych Mistrzostw Świata AIDA            | Roatán                                                       |
| maj 2022                | 105 m                                                  | Srebrny medal Mistrzostw Polski w DYN (Dynamic Apnea With Fins) (AIDA)                                           | Dębica                                                       |
| maj 2022                | 169 m                                                  | Brązowy medal Mistrzostw Polski w DYNB (Dynamic Apnea With Bifins ); (AIDA)                                      | Dębica                                                       |
| sierpień 2021           | 3: 38 minuty                                           | Złoty medal Deepspot Challenge                                                                                   |                                                              |